# Vladimíra Uhlířová
Vladimíra Uhlířová, née le 4 mai 1978 à České Budějovice, est une joueuse de tennis tchèque, professionnelle entre 2002 et 2013.
Spécialiste du double depuis 2005, elle compte cinq titres dans cette catégorie sur le circuit WTA pour 13 finales perdues. Elle atteint en 2007 les demi-finales de l'US Open aux côtés de la Hongroise Ágnes Szávay. Jamais titrée en simple, elle a également remporté 17 titres en double sur le circuit ITF dont le $100,000+H de Nassau en 2011.
En janvier 2016, elle annonce sa retraite des courts de tennis. Elle est désormais à l'emploi pour TennisTV en tant que commentatrice sur le WTA Tour. Depuis le tournoi de Wimbledon 2013, elle n'avait participé qu'à cinq tournois professionnels.

## Palmarès

### Titres en double dames
| No | Date       | Nom et lieu du tournoi                    | Catégorie | Dotation  | Surface      | Partenaire        | Finalistes                          | Score            |          |
| -- | ---------- | ----------------------------------------- | --------- | --------- | ------------ | ----------------- | ----------------------------------- | ---------------- | -------- |
| 1  | 23-04-2007 | Grand Prix Budapest                       | Tier III  | 175 000 $ | Terre (ext.) | Ágnes Szávay      | Martina Müller Gabriela Navrátilová | 7-5, 6-2         | Parcours |
| 2  | 07-04-2008 | Bausch & Lomb Championships Amelia Island | Tier II   | 600 000 $ | Terre (ext.) | Bethanie Mattek   | Victoria Azarenka Elena Vesnina     | 6-3, 6-1         | Parcours |
| 3  | 20-07-2009 | Banka Koper Slovenia Open Portorož        | Intern'l  | 220 000 $ | Dur (ext.)   | Julia Görges      | Camille Pin Klára Zakopalová        | 6-4, 6-2         | Parcours |
| 4  | 19-07-2010 | Banka Koper Slovenia Open Portorož        | Intern'l  | 220 000 $ | Dur (ext.)   | Maria Kondratieva | Anna Chakvetadze Marina Erakovic    | 6-4, 2-6, [10-7] | Parcours |
| 5  | 19-09-2011 | Hansol Korea Open Séoul                   | Intern'l  | 220 000 $ | Dur (ext.)   | Natalie Grandin   | Vera Dushevina Galina Voskoboeva    | 7-65, 6-4        | Parcours |

### Finales en double dames
| No | Date       | Nom et lieu du tournoi                       | Catégorie | Dotation    | Surface         | Vainqueures                          | Partenaire           | Score             |          |
| -- | ---------- | -------------------------------------------- | --------- | ----------- | --------------- | ------------------------------------ | -------------------- | ----------------- | -------- |
| 1  | 05-02-2007 | Open Gaz de France Paris                     | Tier II   | 600 000 $   | Moquette (int.) | Cara Black Liezel Huber              | Gabriela Navrátilová | 6-2, 6-0          | Parcours |
| 2  | 26-02-2007 | Qatar Total Open Doha                        | Tier II   | 1 340 000 $ | Dur (ext.)      | Martina Hingis Maria Kirilenko       | Ágnes Szávay         | 6-1, 6-1          | Parcours |
| 3  | 23-07-2007 | Gastein Ladies Bad Gastein                   | Tier III  | 175 000 $   | Terre (ext.)    | Lucie Hradecká Renata Voráčová       | Ágnes Szávay         | 6-3, 7-5          | Parcours |
| 4  | 04-02-2008 | Open Gaz de France Paris                     | Tier II   | 600 000 $   | Dur (int.)      | Alona Bondarenko Kateryna Bondarenko | Eva Hrdinová         | 6-1, 6-4          | Parcours |
| 5  | 21-07-2008 | East West Bank Classic Herbalife Los Angeles | Tier II   | 600 000 $   | Dur (ext.)      | Chan Yung-Jan Chuang Chia-Jung       | Eva Hrdinová         | 2-6, 7-5, [10-4]  | Parcours |
| 6  | 19-10-2009 | BGL Open Luxembourg                          | Intern'l  | 220 000 $   | Dur (int.)      | Iveta Benešová Barbora Z. Strýcová   | Renata Voráčová      | 1-6, 6-0, [10-7]  | Parcours |
| 7  | 26-07-2010 | Istanbul Cup Istanbul                        | Intern'l  | 220 000 $   | Dur (ext.)      | Eléni Daniilídou Jasmin Wöhr         | Maria Kondratieva    | 6-4, 1-6, [11-9]  | Parcours |
| 8  | 20-09-2010 | Hansol Korea Open Séoul                      | Intern'l  | 220 000 $   | Dur (ext.)      | Julia Görges Polona Hercog           | Natalie Grandin      | 6-3, 6-4          | Parcours |
| 9  | 25-04-2011 | Barcelona Ladies Open Barcelone              | Intern'l  | 220 000 $   | Terre (ext.)    | Iveta Benešová Barbora Z. Strýcová   | Natalie Grandin      | 5-7, 6-4, [11-9]  | Parcours |
| 10 | 16-05-2011 | Internationaux de Strasbourg Strasbourg      | Intern'l  | 220 000 $   | Terre (ext.)    | Akgul Amanmuradova Chuang Chia-Jung  | Natalie Grandin      | 6-4, 5-7, [10-2]  | Parcours |
| 11 | 04-07-2011 | Poli-Farbe Grand Prix Budapest               | Intern'l  | 220 000 $   | Terre (ext.)    | Anabel Medina Alicja Rosolska        | Natalie Grandin      | 6-2, 6-2          | Parcours |
| 12 | 15-08-2011 | Western & Southern Open Cincinnati           | Premier 5 | 2 050 000 $ | Dur (ext.)      | Vania King Yaroslava Shvedova        | Natalie Grandin      | 6-4, 3-6, [11-9]  | Parcours |
| 13 | 21-05-2012 | Internationaux de Strasbourg Strasbourg      | Intern'l  | 220 000 $   | Terre (ext.)    | Olga Govortsova Klaudia Jans-Ignacik | Natalie Grandin      | 6-74, 6-3, [10-3] | Parcours |

## Parcours en Grand Chelem

### En simple
N'a jamais participé à un tableau final.

### En double dames
| Année | Open d'Australie             | Open d'Australie          | Internationaux de France     | Internationaux de France   | Wimbledon                     | Wimbledon                   | US Open                      | US Open                    |
| ----- | ---------------------------- | ------------------------- | ---------------------------- | -------------------------- | ----------------------------- | --------------------------- | ---------------------------- | -------------------------- |
| 2006  | -                            | -                         | 2e tour (1/16) Emma Laine    | Lisa Raymond S. Stosur     | 1er tour (1/32) K. Zakopalová | Li Na Peng Shuai            | 1er tour (1/32) L. Hradecká  | S. Beltrame T. Golovin     |
| 2007  | 2e tour (1/16) S. Arvidsson  | Lisa Raymond S. Stosur    | 3e tour (1/8) Ágnes Szávay   | Lisa Raymond S. Stosur     | 2e tour (1/16) Ágnes Szávay   | Sania Mirza Shahar Peer     | 1/2 finale Ágnes Szávay      | Chan Yung-Jan Chuang C.J.  |
| 2008  | 2e tour (1/16) L. Granville  | Chan Yung-Jan Chuang C.J. | 3e tour (1/8) M. Koryttseva  | Cara Black Liezel Huber    | 2e tour (1/16) C. Gullickson  | C. Castaño Kaia Kanepi      | 1er tour (1/32) Eva Hrdinová | S. Foretz Camille Pin      |
| 2009  | 1er tour (1/32) Dzehalevich  | A. Hlaváčková L. Hradecká | 2e tour (1/16) L. Šafářová   | V. Dushevina An. Rodionova | 1er tour (1/32) L. Šafářová   | An. Rodionova G. Voskoboeva | 1er tour (1/32) L. Granville | Julie Coin M. Pelletier    |
| 2010  | 2e tour (1/16) C. Gullickson | Cara Black Liezel Huber   | 2e tour (1/16) Kondratieva   | O. Govortsova Kudryavtseva | 1er tour (1/32) Kondratieva   | Cara Black D. Hantuchová    | 1er tour (1/32) Kondratieva  | Lisa Raymond Rennae Stubbs |
| 2011  | 1/4 de finale N. Grandin     | Gisela Dulko F. Pennetta  | 3e tour (1/8) N. Grandin     | Květa Peschke K. Srebotnik | 2e tour (1/16) N. Grandin     | D. Hantuchová A. Radwańska  | 1er tour (1/32) N. Grandin   | Kudryavtseva E. Makarova   |
| 2012  | 2e tour (1/16) N. Grandin    | I.-C. Begu M. Niculescu   | 2e tour (1/16) N. Grandin    | Chan H.C. Chan Yung-Jan    | 3e tour (1/8) N. Grandin      | A. Hlaváčková L. Hradecká   | 3e tour (1/8) N. Grandin     | A. Hlaváčková L. Hradecká  |
| 2013  | 3e tour (1/8) N. Grandin     | A. Barty C. Dellacqua     | 1er tour (1/32) N. Grandin   | Nadia Petrova K. Srebotnik | 2e tour (1/16) N. Grandin     | Sara Errani Roberta Vinci   | -                            | -                          |
| 2014  | -                            | -                         | 1er tour (1/32) I. Buryachok | Julie Coin P. Parmentier   | -                             | -                           | -                            | -                          |
| 2015  | -                            | -                         | 1er tour (1/32) Elena Bogdan | S. Foretz A. Hesse         | -                             | -                           | -                            | -                          |

Sous le résultat, la partenaire ; à droite, l’ultime équipe adverse.

### En double mixte
| Année | Open d'Australie             | Open d'Australie           | Internationaux de France     | Internationaux de France   | Wimbledon                     | Wimbledon                 | US Open                       | US Open                   |
| ----- | ---------------------------- | -------------------------- | ---------------------------- | -------------------------- | ----------------------------- | ------------------------- | ----------------------------- | ------------------------- |
| 2007  | -                            | -                          | -                            | -                          | 1er tour (1/32) T. Phillips   | Anabel Medina S. Prieto   | 2e tour (1/8) Simon Aspelin   | Yan Zi Mark Knowles       |
| 2008  | 1er tour (1/16) Jeff Coetzee | Yan Zi Mark Knowles        | 2e tour (1/8) Fyrstenberg    | V. Azarenka Bob Bryan      | 2e tour (1/16) Jeff Coetzee   | O. Govortsova Max Mirnyi  | 1/4 de finale Martin Damm     | Cara Black Leander Paes   |
| 2009  | 1er tour (1/16) Fyrstenberg  | F. Pennetta Dušan Vemić    | 1er tour (1/16) Leoš Friedl  | P. Parmentier Marc Gicquel | 1er tour (1/32) Wesley Moodie | M. Santangelo M. Mertiňák | -                             | -                         |
| 2010  | -                            | -                          | -                            | -                          | 2e tour (1/16) Martin Damm    | Cara Black Leander Paes   | -                             | -                         |
| 2011  | -                            | -                          | 1/4 de finale M. Mertiňák    | C. Dellacqua Scott Lipsky  | 1er tour (1/32) Igor Zelenay  | Shahar Peer J. Erlich     | 1er tour (1/16) Filip Polášek | Melanie Oudin Jack Sock   |
| 2012  | 2e tour (1/8) Scott Lipsky   | Liezel Huber Colin Fleming | 1er tour (1/16) Scott Lipsky | V. Razzano N. Devilder     | 1er tour (1/32) Frank Moser   | A. Kerber P. Petzschner   | 1er tour (1/16) J. Marray     | V. Lepchenko Donald Young |
| 2013  | 1er tour (1/16) André Sá     | Květa Peschke M. Matkowski | -                            | -                          | 1er tour (1/32) M. Mertiňák   | Alizé Cornet Eric Butorac | -                             | -                         |

Sous le résultat, le partenaire ; à droite, l’ultime équipe adverse.

## Parcours en «Premier Mandatory» et «Premier 5»
Découlant d'une réforme du circuit WTA inaugurée en 2009, les tournois WTA « Premier Mandatory » et « Premier 5 » constituent les catégories d'épreuves les plus prestigieuses, après les quatre levées du Grand Chelem.

### En double dames
| Année                    | Premier Mandatory | Premier Mandatory        | Premier Mandatory      | Premier Mandatory           | Premier Mandatory     | Premier Mandatory           | Premier Mandatory | Premier Mandatory        | Premier 5           | Premier 5               | Premier 5         | Premier 5                   | Premier 5             | Premier 5                   | Premier 5           | Premier 5                   | Premier 5           | Premier 5              | Premier 5     | Premier 5 | Premier 5 | Premier 5 |
| Année                    | Indian Wells      | Indian Wells             | Miami                  | Miami                       | Madrid                | Madrid                      | Pékin             | Pékin                    | Dubaï               | Dubaï                   | Doha              | Doha                        | Rome                  | Rome                        | Canada              | Canada                      | Cincinnati          | Cincinnati             | Tokyo         | Tokyo     | Wuhan     | Wuhan     |
| ------------------------ | ----------------- | ------------------------ | ---------------------- | --------------------------- | --------------------- | --------------------------- | ----------------- | ------------------------ | ------------------- | ----------------------- | ----------------- | --------------------------- | --------------------- | --------------------------- | ------------------- | --------------------------- | ------------------- | ---------------------- | ------------- | --------- | --------- | --------- |
| 2009                     |                   |                          |                        |                             |                       |                             |                   |                          |                     |                         |                   |                             |                       |                             |                     |                             |                     |                        |               |           |           |           |
| 1er tour (1/16) Hradecká | Bondarenko        | 1er tour (1/16) Hradecká | Pavlyuchenkova Vesnina | 1er tour (1/16) Cîrstea     | Kudryavtseva Makarova | —                           | —                 | 2e tour (1/8) Kops-Jones | Amanmuradova Chuang |                         |                   | 1er tour (1/16) Šafářová    | Petrova Safina        | —                           | —                   | —                           | —                   | —                      | —             |           |           |           |
| 2010                     |                   |                          |                        |                             |                       |                             |                   |                          |                     |                         |                   |                             |                       |                             |                     |                             |                     |                        |               |           |           |           |
| 1er tour (1/16) Voráčová | Dulko Pennetta    | —                        | —                      | —                           | —                     | 1er tour (1/16) Kondratieva | Kirilenko Petrova | —                        | —                   |                         |                   | 1er tour (1/16) Kondratieva | Hlaváčková Savchuk    | 1er tour (1/16) Kondratieva | Hlaváčková Hradecká | 1er tour (1/16) Kondratieva | Chan Zheng          | —                      | —             |           |           |           |
| 2011                     |                   |                          |                        |                             |                       |                             |                   |                          |                     |                         |                   |                             |                       |                             |                     |                             |                     |                        |               |           |           |           |
| 2e tour (1/8) Grandin    | King Shvedova     | 1er tour (1/16) Grandin  | Medina Martínez        | 1er tour (1/26) Kondratieva | Martínez Medina       | 1er tour (1/16) Grandin     | Gajdošová Klepač  | 1er tour (1/16) Grandin  | Raymond Stosur      |                         |                   | 1er tour (1/16) Grandin     | Peng Zheng            | 1/4 de finale Grandin       | Azarenka Kirilenko  | Finale Grandin              | King Shvedova       | 1/4 de finale Grandin  | King Shvedova |           |           |           |
| 2012                     |                   |                          |                        |                             |                       |                             |                   |                          |                     |                         |                   |                             |                       |                             |                     |                             |                     |                        |               |           |           |           |
| 1er tour (1/16) Grandin  | Azarenka Kvitová  | 1er tour (1/16) Grandin  | Makarova Zheng         | 1er tour (1/16) Grandin     | Cibulková Husárová    | 1er tour (1/16) Grandin     | Chuang Zhang      |                          |                     | 2e tour (1/8) Grandin   | Kops-Jones Spears | 2e tour (1/8) Grandin       | Cibulková Husárová    | 2e tour (1/8) Grandin       | Lisicki Peng        | 1/4 de finale Grandin       | Llagostera Martínez | 1er tour (1/8) Grandin | Hsieh Medina  |           |           |           |
| 2013                     |                   |                          |                        |                             |                       |                             |                   |                          |                     |                         |                   |                             |                       |                             |                     |                             |                     |                        |               |           |           |           |
| 1er tour (1/16) Grandin  | Görges Shvedova   | 1er tour (1/16) Grandin  | Makarova Vesnina       | 2e tour (1/8) Grandin       | Mladenovic Voskoboeva | —                           | —                 |                          |                     | 1er tour (1/16) Grandin | Husárová Zhang    | 1er tour (1/16) Grandin     | Mladenovic Voskoboeva | —                           | —                   | —                           | —                   | —                      | —             |           |           |           |
| 2014                     |                   |                          |                        |                             |                       |                             |                   |                          |                     |                         |                   |                             |                       |                             |                     |                             |                     |                        |               |           |           |           |
| —                        | —                 | —                        | —                      | 1er tour (1/16) Lepchenko   | Schiavone Soler       |                             |                   |                          |                     | —                       | —                 | 1er tour (1/16) Klepač      | Dushevina Zheng       |                             |                     |                             |                     |                        |               |           |           |           |

N.B. : le nom de la partenaire se trouve sous le résultat ; le nom des ultimes adversaires se trouve à droite.

## Classements WTA en fin de saison

### En simple
| Année | 2002 | 2003 | 2004 | 2005 | 2006 | 2007 | 2008 | 2009 | 2010 | 2011 | 2012 |
| Rang  | 717  | 438  | 628  | 791  | 923  | 919  | 896  | -    | 868  | 1140 | 908  |

Source : (en) « Classements de Vladimíra Uhlířová », sur le site officiel du WTA Tour

### En double
| Année | 2002 | 2003 | 2004 | 2005 | 2006 | 2007 | 2008 | 2009 | 2010 | 2011 | 2012 | 2013 | 2014 | 2015 |
| Rang  | 760  | 304  | 221  | 90   | 81   | 19   | 31   | 64   | 50   | 23   | 40   | 101  | 844  | 1129 |

Source : (en) « Classements de Vladimíra Uhlířová », sur le site officiel du WTA Tour